# Петербуршки међународни економски форум
Петербуршки међународни економски форум (СПИЕФ; рус. Петербургский международный экономический форум, ПМЭФ) је годишњи руски пословни догађај за привредни сектор који се одржава у Санкт Петербургу од 1997. године, а под покровитељством руског председника од 2006. Сваке године учествује више од 10.000 људи из преко 120 различитих земаља. Форум окупља извршне директоре великих руских и међународних компанија, шефове држава, политичке лидере, премијере, заменике премијера, министре ресора и гувернере.
Примарна улога овог форума је да спроведе практична решења за бизнисе и владе, помогне превазилажењу географских и информационих препрека између Русије и других земаља. Форум је кроз историју био намењен да Русија привуче стране инвеститоре, дискутује о економској политици и прикаже слику да је Русија отворена за посао након распада СССР-а.
Форум СПИЕФ се често описује као „руски Давос“; тј. руски аналог Светског економског форума који се обично одржава у Давосу у Швајцарској.
Од руске инвазије на Украјину 2022. године, водећи политичари и пословни руководиоци из западног света и њихови савезници (уврштени на Листу непријатељских земаља) су били приметно одсутни са догађаја СПИЕФ-а. Као одговор, форуми СПИЕФ-а су прилагодили свој фокус како би истакли водеће политичаре и пословне руководиоце из различитих земаља као што су Народна Република Кина, Индија, Турска, Иран, Египат, Уједињени Арапски Емирати, Србија, Белорусија, Јерменија, Казахстан, Куба, Никарагва и Централноафричка Република. Поред тога, делегације спорних држава као што су талибани и Доњецка Народна Република биле су међу познатим личностима присутним на форуму 2022.

## Историја
Први Санктпетербуршки међународни економски форум одржан је 18-20. јуна 1997. године под покровитељством Савета Федерације, Интерпарламентарне скупштине земаља чланица ЗНД и уз подршку руске владе . Форум је угостио више од 1.500 учесника из 50 земаља. Руска и белоруска влада потписале су кредитне уговоре у вредности од 500 милијарди рубаља.
Међународна фондација Петербуршког економског форума формирана је 1998. године у Санкт Петербургу, а за њене активности је именован Херман Греф, тадашњи вицегувернер Санкт Петербурга и председник Комитета за управљање општинском имовином. Инвестициони допринос је дала и Лењинградска област . Основи за доделу су наведени у декрету гувернера Лењинградске области:
Руски председник Борис Јељцин је 1999. године потписао указ којим је дао зелено светло за економски форум у Санкт Петербургу и препоручио да се Међународној фондацији Петербуршког економског форума додели потребна финансијска средства и понуди подршка у организацији догађаја. Такође, препоручено је да руска влада обезбеди евентуалну финансијску и организациону подршку Савету Федерације и Интерпарламентарној скупштини земаља чланица ЗНД.
Информације о дугорочној улози Међународног фонда за економски форум Санкт Петербурга у организацији и вођењу форума у Санкт Петербургу нису јавно доступне. До 2004. Организациони одбор СПИЕФ-а чинили су Савет Федерације и Интерпарламентарна скупштина држава чланица ЗНД. 2004. године Организационом комитету су се придружили председник Савета Федерације Сергеј Миронов и министар економског развоја и трговине Русије Херман Греф, први као председавајући, а други као копредседавајући.
Председник Русије Владимир Путин је 2005. године први пут учествовао на Форуму. Његовим учешћем форум је добио неформални статус „председничког“ догађаја.
Председник Русије је 2006. године најавио подршку предлогу руске владе да се одржи годишњи економски форум у Санкт Петербургу. Одговорност за организацију форума дато је руском Министарству за економски развој, које је надовезало на искуства Савета Федерације и Интерпарламентарне скупштине земаља чланица ЗНД. Под покровитељством министарства, садашњи формат СПИЕФ-а је више наследник његове претходне инкарнације него његов наставак.
На основу одлуке руског председника, извршене су значајне промене у Организационом комитету, а за његовог председника је именован тадашњи министар економског развоја и трговине Руске Федерације Херман Греф. Сергеј Миронов је постављен за копредседавајућег Организационог одбора, који је био до свог одласка из Савета Федерације средином 2011. године.
Форум је тада реструктуриран под покровитељством руског Министарства за економски развој. Од 2006. СПИЕФ се одржава у изложбеном комплексу Ленекспо, који се налази на Васиљевском острву у Санкт Петербургу. Пре тога, Форум је одржан у Тауридској палати, седишту Интерпарламентарне скупштине земаља чланица ЗНД. Фондација Санкт Петербуршког међународног економског форума основана је у марту 2007. године како би се бавила организационим и техничким аспектима вођења форума. Антон Тројанов је именован за директора Фондације.
Први Форум у ажурираном формату одржан је 2007. године у организацији Фондације СПИЕФ под руководством Организационог одбора. Исте године најављено је партнерство између Светског економског форума (ВЕФ) и СПИЕФ-а. Дана 25. јануара 2007. године, представници Међународног економског форума из Санкт Петербурга и Светског економског форума састали су се у Давосу да би потписали Меморандум о сарадњи између ВЕФ-а и СПИЕФ-а.
Године 2007. Херман Греф је напустио своју функцију у руском Министарству за економски развој да би преузео позицију у Сбербанци Русије . Као резултат тога, на челу Организационог одбора дошла је Елвира Набиулина, која је исте године постављена на место министра економског развоја.
Руски председник Владимир Путин је 22. јануара 2008. издао указ о формирању новог Организационог одбора СПИЕФ-а и одобрио његове одредбе. Истовремено, руској влади је наложено да издвоји буџет за финансирање припреме и вођења Форума. Одредбе Форума налажу да Организационим одбором председава министар, односно улога председавајућег одбора је у надлежности министра, који заузврат одобрава чланове организационог одбора.
Херман Греф је именован за копредседавајућег новог Организационог одбора. Сбербанк Русије је од 2008. године остала највећи спонзор Форума (генерални партнер).
У периоду од 2008. до 2011. године Форум је одржан уз учешће Дмитрија Медведева у својству председника Русије. У то време, Владимир Путин је био премијер . Током једне седнице владе, премијер Путин је изразио разочарење својим колегама који су учествовали на Форуму.
Према извештајима медија, после Форума 2008. године, током седнице Председништва владе, први потпредседник Владе Руске Федерације Игор Шувалов, чије је обраћање на СПИЕФ-у наишло на велики одјек код инвеститора, добио је усмену опомену од Владимира Путина.
Истовремено, коментар Владимира Путина уследио је након изјаве министра пољопривреде Алексеја Гордејева и није упућен директно једној особи.
У априлу 2009, Александар Стуглев је именован за директора Фондације СПИЕФ, заменивши Антона Тројанова. Место Александра Штуглева такође значи да је он аутоматски укључен у Организациони комитет. Исте године, гувернер Санкт Петербурга Валентина Матвијенко потписала је резолуцију „О спровођењу годишњег Петербуршког међународног економског форума“, у којој су прецизиране главне тачке сарадње града, Организационог одбора Форума и Фондације СПИЕФ и основана Координационог одбора.
У мају 2012. место председника Организационог одбора СПИЕФ-а припало је новом министру економског развоја Руске Федерације Андреју Белоусову. 2012. СПИЕФ је одржан 21–23. Структура програма изграђена је на четири стуба: „Обезбеђивање будућности“, „Остваривање потенцијала Русије“, „Одговарање на технологије утицаја“ и „Разговори да се направи разлика“. Као и претходних година, Форуму је присуствовао председник Русије. После четворогодишње паузе, СПИЕФ је поново дочекао Владимира Путина, који је исте године изабран за председника.
Пленарној седници је присуствовао и председник Финске Саули Нинисте . Очекује се да ће присуствовати и председник Пакистана Асиф Али Зардари, али је само дан раније (20. јуна) отказао путовање због домаћих проблема када је Врховни суд Пакистана пресудио да је премијер незаконито заузимао своју функцију.
У јуну 2013. место председника Организационог комитета припало је новом министру економског развоја Русије Алексеју Уљукајеву. Међутим, организацију Форума и развој његовог пословног програма надгледао је заменик министра Сергеј Бељаков.
2014. године, Санктпетербуршки међународни економски форум нашао се у центру контроверзи око политичке кризе у Украјини . Због дипломатских тензија између Русије и бројних западних земаља, челници великих корпорација са седиштем у САД, Европи и другим регионима одбили су да учествују на Форуму. Обраћајући се новинарима, званични представник Беле куће потврдио је да је њихова администрација разговарала о могућности одбијања позива за СПИЕФ са америчким пословним руководиоцима. Међу руководиоцима који су одбили да присуствују форуму били су шефови компанија Боеинг, Интернатионал Папер, Голдман Сацхс, ЦоноцоПхиллипс, Сиеменс и други.
Организатори Форума сматрају да ово одсуство неколико мултинационалних корпорација није имало никакву улогу у обликовању званичног програма догађаја.
2014. године Сергеј Бељаков је отпуштен са функције у влади. У септембру исте године именован је за председника управног одбора Фондације СПИЕФ. У новембру 2014. министар Уљукајев је напустио место председника Организационог одбора. На његово место председник Русије је именовао заменика премијера Руске Федерације Сергеја Приходка. Од тада, Форум је организовала директно администрација руске владе, а не Министарство за економски развој .
4. децембра 2015. године Фондација СПИЕФ је преименована у Фондација Росконгрес.

## Временска линија СПИЕФ-а

### I Петербуршки међународни економски форум
Форум је одржан 18–20. јуна 1997. године под покровитељством Интерпарламентарне скупштине држава чланица ЗНД и уз подршку руске владе. Учествовало је више од 1.500 људи из 50 земаља. Током Форума, владе Русије и Белорусије потписале су уговоре о зајму од укупно 500 милијарди рубаља.

### II Петербуршки међународни економски форум
Форум је одржан 17–19. јуна 1998. године под покровитељством Интерпарламентарне скупштине држава чланица ЗНД и Савета Федерације Федералне скупштине Руске Федерације. Форуму, који се први пут одржава као годишњи догађај, присуствовало је око 2.600 људи, укључујући лидере земаља чланица ЗНД, и представнике 36 највећих међународних организација, укључујући Савет Европе, Уједињене нације и Унеско. Поред тога, Форуму су присуствовали истакнути руски научници, као и руководиоци руских и међународних приватних финансијских институција. Током Форума договорено је 700 инвестиционих пројеката и 52 споразума и протокола о инвестицијама у укупном износу од око 1 УСД милијарде су потписане.

### III Петербуршки међународни економски форум
Форум је одржан 16–17. јуна 1999. године под покровитељством Савета Федерације Савезне скупштине Руске Федерације и Интерпарламентарне скупштине држава чланица ЗНД, као и уз подршку председника и Владе Русије. Форуму је присуствовало више од 2.000 људи. Међу најупечатљивијим догађајима Форума била је изложба о регионалним тржиштима Русије и земаља ЗНД и представљање међурегионалних удружења Великог Волга и Сибирског споразума за економску интеракцију између федералних субјеката РФ.

### IV Петербуршки међународни економски форум
Форум је одржан 13–15. јуна 2000. године под мотом „Стратегије за 21. век: усаглашени напори у интересу креативности и одрживог развоја“. Форуму је присуствовало више од 2.200 људи из 57 земаља, укључујући Белорусију, Украјину, Немачку, Кину, Египат, Бразил и Перу. Учесници форума били су заменик генералног секретара УН, Марк Браун; Вршилац дужности председника ЕБРД, Чарлс Франк; и представници ОЕБС-а и других међународних организација и институција. Током Форума организована је телеконференција Москва-Париз посвећена низу друштвених и економских проблема, којој су присуствовали чланови Савета Федерације Русије, француски сенатори, као и истакнути мислиоци и јавне личности двеју земаља.

### V Петербуршки међународни економски форум
Форум је одржан 12–16. јуна 2001. године под мотом „21. век: Иновативни развој за добробит човечанства“. До 2001. године статус Форума је значајно порастао. Званично је призната као примарна економска конференција за ЗНД. Председници Русије и Белорусије Владимир Путин и Александар Лукашенко и генерални секретар УН Кофи Анан упутили су писма добродошлице учесницима Форума. Форуму су присуствовали чешки премијер Милош Земан и председник парламента Румуније Николае Вакароју. Поред тога, присуствовали су представници ММФ-а и ИБРД-а.

### VI Петербуршки међународни економски форум
Форум је одржан 18-22. јуна 2002. године под мотом „Русија и ЗНД; Кретање ка одрживом развоју — Питања управљања“. Форуму је присуствовало више од 2.000 представника Русије и 40 страних земаља (укључујући ЗНД). Програм Форума обухватао је презентације инвестиционих пројеката, изложбе и пословне преговоре који су кулминирали потписивањем уговора и споразума. Главни резултат Форума било је даље унапређење међународних економских односа. VI Форум се разликовао од претходних Форума не само по свом стратешком фокусу, већ и по прагматичном приступу. Дотакнута су и питања будућих улагања у Русију и земље ЗНД.

### VII Петербуршки међународни економски форум
Форум је одржан 17–21. јуна 2003. године под мотом „Ефикасна економија — пристојан живот“. Овој међународној конференцији присуствовало је око 2.500 људи из 48 земаља. Међу почасним гостима били су председник ЕБРД Жан Лемијер, заменик генералног секретара УН Бригита Шмогнерова, први заменик генералног директора ММФ- а Ен Кругер, генерални секретар ОЕЦД Доналд Џонстон и заменик генералног директора Светске организације за интелектуалну својину Филип Петит. Форум је окупио представнике политичких и пословних кругова из Бразила и Турске, као и Непала, Камеруна, Нигерије и Етиопије. Председавајући Парламента Латинске Америке (ЛАП) Неи Лопес предводио је званичну делегацију ЛАП-а. Пословни савет организације Црноморске економске сарадње представљао је његов генерални секретар Костас Масманидис, а Турско-руски трговински савет његов председник Тургут Гур. Две пленарне седнице и 20 округлих столова бавили су се питањима социјалне и економске стратегије Евроазије у 21. веку.

### VIII Петербуршки међународни економски форум
Форум је одржан 15–19. јуна 2004. године под мотом претходне конференције: „Ефикасна економија — пристојан живот“. Форуму је присуствовало више од 3.000 људи из 50 земаља, укључујући представнике УН, ЕБРД, Светске организације за интелектуалну својину, Нордијске инвестиционе банке, Парламентарне скупштине Савета Европе, Организације за црноморску економску сарадњу и Организација за европску безбедност и сарадњу. Поздравни говор одржали су председник Владимир Путин и генерални секретар УН Кофи Анан. Програм форума обухватао је презентације и изложбе Јужног федералног округа Русије, Јерменије и Чешке, као и изложбу о минералним ресурсима ЗНД.

### IX Петербуршки међународни економски форум
Форум је одржан 14–16. јуна 2005. године под покровитељством Савета Федерације Федералне скупштине Руске Федерације под мотом „Ефикасна економија – пристојан живот“. Форуму је присуствовало више од 1.800 људи, укључујући председника Владимира Путина и чланове руске владе, као и 25 министара и 7 шефова парламената других земаља и 17 руских и 10 страних шефова региона. Током Форума одржане су две пленарне сесије, више од 25 округлих столова и 4 конференције, а одржали су и бројни говори. Примарни фокус Форума био је садржајан и независан дијалог о економском и социјалном развоју Русије и земаља ЗНД, интеграционим процесима у оквиру бившег Совјетског Савеза и перспективама међународне економске и хуманитарне сарадње. Посебна пажња посвећена је проблемима економског раста и квалитета живота у контексту глобализације и питањима међународне и међурегионалне сарадње нордијских земаља, о којима се разговарало на панелу „Изгледи сарадње на Арктику“. Округлим столовима су присуствовали први потпредседник Владе Дмитриј Медведев, министар економског развоја и трговине Херман Греф, шеф Федералне агенције за науку и иновације Сергеј Мазуренко и председник Гаспрома Алексеј Милер.

### X Петербуршки међународни економски форум
Форум је одржан 13–15. јуна 2006. године и присуствовали су му председник Руске Федерације Владимир Путин, први потпредседник Владе Сергеј Иванов, министар спољних послова Сергеј Лавров, министар финансија Алексеј Кудрин, министар економског развоја и трговине Херман Греф и многи други. Међу међународним гостујућим говорницима били су први заменик генералног директора ММФ-а Ен Кругер, индијски министар трговине и индустрије Камал Нат, кинески председник Комитета за развој и реформе Ма Каи и бразилски министар развоја, индустрије и спољне трговине Луиз Фернандо Фурлан. Главна тема десетогодишњег Форума била је „Изазови глобализације и конкурентске предности земаља у развоју“. Организатори су учесницима пружили прилику да разговарају о најхитнијим питањима светске економије: заједничким трендовима развоја у Бразилу, Русији, Индији и Кини — земљама које су последњих година постале светски лидери по питању економског раста — као и трендовима и перспективама за развој руске привреде. Након свечаног уручења награда Глобал Енерги Авардс уследила је дискусија о најкритичнијим проблемима у енергетском сектору. Изложбени центар Ленекспо, који има сву неопходну инфраструктуру за врхунска пленарна заседања, округле столове и изложбе, постао је ново место одржавања СПИЕФ-а.

### XI Петербуршки међународни економски форум
Форум је одржан 8–10.06.2007. Форум је био сарадња између две локације – Санктпетербуршког међународног економског форума и Светског економског форума у Давосу. То је обележено потписивањем Меморандума о разумевању између руског Министарства за економски развој и Трговине и Светског економског форума. СПИЕФ-у је присуствовало више од 8.000 људи и делегација из 76 земаља, укључујући 9 шефова држава, 3 премијера, представнике 340 страних предузећа из 65 земаља, 37 представника Савета Федерације Руске Федерације, 34 представника Државне Думе, и 149 начелника руских области. Први потпредседник владе Дмитриј Медведев је 10. јуна 2007. одржао говор на панелу „Конкурентна Евроазија – простор поверења“. Основни програм СПИЕФ-а састојао се од 4 пленарне сесије и 14 округлих столова. Током сесије руско-кинеске трговинске и инвестиционе сарадње, Русија и Кина потписале су 18 споразума о инвестиционој и трговинској сарадњи у укупном износу од преко милијарду америчких долара. Међу њима су били споразуми о партнерству и сарадњи између ЈСЦ Цроцус Интернатионал и Кинеског спољнотрговинског центра, споразум о сарадњи и уговор између Инцом-Ауто и Хебеи Зхонгкинг Аутомобиле Плант и Урал Царс анд Моторс Цомпани и други. Одржано је још седам округлих столова и девет презентација током којих је одржано 13 церемонија потписивања уговора у укупној вредности од око 13,5 милијарди долара. Један од дана Санкт Петербуршког форума био је посвећен анализи руске економије и трендова њеног развоја до 2020. године. Први потпредседник владе Сергеј Иванов је у свом говору наговестио да ће Русија до 2020. године постати једна од пет највећих економија света. Посебност XI Форума била је његова практична оријентација. Изложбе су биле међу главним догађајима СПИЕФ-а и илустровале су висок економски и иновативни потенцијал региона Русије.

### XII Санктпетербуршки међународни економски форум
Форум је одржан 6–8. јуна 2008. Појава нових центара привредног раста резултирала је променама у структури и трендовима развоја светских робних и финансијских тржишта. Глобална финансијска криза и проблеми повезани са падом долара, појавом суверених инвестиционих фондова и растом цена енергије и хране су појединачне манифестације таквих процеса. На листу се може додати и проблем климатских промена, за чије решење су потребни не само појединачни, већ и колективни напори већине светских народа. Постојеће институције глобалног економског управљања обликовале су се у неко друго доба, а сада не испуњавају своју сврху спречавања рецесионих трендова и умањивања њихових негативних ефеката, како за поједине земље тако и за целокупну глобалну економију. У таквим условима многи народи делују појединачно у циљу заштите својих националних интереса. Такве некоординиране акције могу изазвати неоправдани пораст протекционизма. Фундаментална реформа институција и принципа глобалног управљања је од суштинског значаја за тачније обрачунавање и националних и глобалних интереса.

### XIII Петербуршки међународни економски форум
Санктпетербуршки међународни економски форум 2009. године био је посвећен хитним питањима садашње фазе светског развоја. Као што је криза показала, привреде земаља света последњих година нису постале мање (како се веровало годину дана раније) већ више зависне једна од друге; међутим, криза се на различите начине откривала у разним регионима света. С друге стране, сада је постало очигледно да националне и међународне институције формиране у послератном периоду нису биле адекватне степену развоја глобалне економије и финансијског система, те да не могу дозволити потребан ниво поверења у привредну економију. систем који треба одржавати.
Текућа глобална економска криза је потврдила потребу за напуштањем стандардних приступа и захтевала је усвајање колективних, нетривијалних решења. Учесници форума разговарали су о новим приступима разумевању будућности међународних финансијских институција, перспективама развоја банкарског сектора, ефикасности мера које предузимају владе и другим једнако важним питањима. Посебна пажња посвећена је улози Русије у решавању ових проблема. Форуму су присуствовали представници светске политичке и пословне елите, водећи економисти и стручњаци.
Које су биле посебности ситуације у привредама и банкарским системима у различитим регионима света? Које мере је требало предузети на националном и наднационалном нивоу да се ситуација промени? Каква је била улога банкарског сектора и државне политике у овом сектору? Да ли је било довољно реформисати само финансијски систем или су биле потребне шире структурне промене? О овим и многим другим питањима учесници Форума су посебно расправљали. Вишевековна историја света показала је многе примере борбе са економским кризама и методе њиховог превазилажења.
Званичном програму Форума присуствовало је 2.514 људи, укључујући: • 5 шефова држава и влада (предсједници Јерменије, Азербејџана, Финске и Филипина и премијер Босне и Херцеговине); • 35 потпредсједника влада и министара страних држава; • 56 амбасадора; и • 54 представника међународних организација. Укупно је био 271 члан званичних делегација из 73 земље. • 693 представника иностраног пословања из 83 земље, укључујући представнике спонзора и партнера; и • 802 представника руског бизниса, укључујући представнике спонзора и партнера. Рад Петербуршког међународног економског форума пратило је 1.200 представника медија из 28 земаља (Аустрија, Азербејџан, Белорусија, Велика Британија, Немачка, Грузија, Египат, Индонезија, Шпанија, Италија, Канада, Катар, Киргистан, Кина, Литванија, Македонија, Русија, Румунија, Сједињене Америчке Државе, Србија, Турска, Украјина, Филипини, Финска, Француска, Швајцарска, Шведска и Јапан).

### XIV Петербуршки међународни економски форум
На Међународном економском форуму у Санкт Петербургу 2010. учествовало је више од 4.200 делегата из 87 земаља. Представници 2.066 руских и 2.142 инострана предузећа посетили су сајт форума између 17. и 19. јуна 2010. године. Међу учесницима званичног програма било је близу 80 највиших руководилаца великих светских компанија, високих официра и менаџера 325 страних и 360 руских компанија, као и званичне делегације из 80 земаља. Трибини је присуствовало 1134 представника масовних медија. Представљени су медији из 24 земље, и то: Азербејџан, Белорусија, Белгија, Босна и Херцеговина, Британија, Немачка, Индија, Иран, Шпанија, Италија, Катар, Кина, Литванија, Нигерија, Пољска, Русија, Румунија, Словенија, САД, Турска, Украјина, Финска, Француска и Јапан.

### XV Петербуршки међународни економски форум
XV Санктпетербуршки међународни економски форум одржан је 16. и 18. јуна 2011. године под темом „Ново лидерство за нову еру“. Форуму су присуствовали председник Русије Дмитриј Медведев и пет лидера страних влада: премијер Шпаније Хосе Луис Родригез Запатеро, председник Народне Републике Кине Ху Ђинтао, председник Казахстана Нурсултан Назарбајев, председник Финске Тарја Халонен и председник Шри Ланка Махинда Рајапакса . Дискусије на Форуму су биле изграђене око три међусобно повезана стуба: „Обезбеђивање глобалног раста“, „Изградња креативног капитала Русије“ и „Проширење технолошких хоризоната“. На отварању пленарне сесије учесницима Форума обратили су се председник Руске Федерације Дмитриј Медведев и председник Народне Републике Кине Ху Ђинтао. Програм Форума укључивао је традиционално окупљање директора светских енергетских компанија на енергетској сесији под називом „Нови путеви енергетске безбедности“. Форум је наставио сарадњу са међународним телевизијским кућама. СПИЕФ 2011 био је домаћин три телевизијске дебате организоване заједно са ЦНБЦ, ББЦ и Блоомберг. Форум је наставио низ брифинга на тему „Пословање у Русији“, који је учесницима пружио прилику да из прве руке добију информације о законодавним иницијативама које имају за циљ да побољшају могућности пословања у Русији, као и да поставе питања кључним новинарима који обликују пословну и инвестициону климу у земљи. На завршној пленарној седници „Управљање линијама раседа и избегавање будућих криза“ учествовали су председник Руске Федерације Дмитриј Медведев, председник Казахстана Нурсултан Назарбајев, премијер Шпаније Хозе Луис Родригез Запатеро и председница Финске Тарја Халонен. Дмитриј Медведев доделио је руском електрофизичару и академику Руске академије наука Филипу Рутбергу и америчком физичару и професору Артуру Розенфелду награду Глобал Енерги Призе 2011.

### XVI Санктпетербуршки међународни економски форум
XVI Санктпетербуршки међународни економски форум окупио је три председника, два премијера и десетине високих званичника и руководилаца великих међународних компанија у северној престоници Русије од 21. до 23. јуна 2012. године, под слоганом „Ефективно руководство“.
Форуму су присуствовали председник Русије Владимир Путин и четири лидера других земаља: фински председник Саули Ниинисте, председник Киргизије Алмазбек Атамбајев, македонски премијер Никола Груевски и премијер Кеније Раила Амоло Одинга.
У оквиру СПИЕФ-а 2012. потписано је укупно 84 уговора са 9 уговора укупне вредности више од 360 милијарди рубаља, укључујући 4 уговора о зајму од 164,4 милијарде рубаља.
Плодотворан рад СПИЕФ 2012 посебно се може захвалити великом броју учесника – 5.347.

### XVII Санктпетербуршки међународни економски форум
XVII Санктпетербуршки међународни економски форум одржан је од 20. до 22. јуна 2013. године – овогодишња тема је била „Проналажење одлучности за изградњу нове глобалне економије“. 2013. је била рекордна година СПИЕФ-а по броју присутних – присуствовало је 7190 људи, из 87 земаља, од чега је било укупно 1245 представника медија. Још једна рекордна статистика која се односи на СПИЕФ 2013 је број потписаних споразума – 102 уговора чија је финансијска вредност 9,6 трилиона рубаља (291 милијарду долара), што је отприлике 30 пута више од еквивалентне цифре са прошлогодишњег форума.
Раду Форума присуствовали су савезна канцеларка Немачке Ангела Меркел и премијер Холандије Марк Руте . С обзиром да Русија ове године председава Г20, 20. јуна на СПИЕФ-у 2013. одржан је специјални самит Бусинесс 20 (Б20). Учесници самита Б20 донели су у Санкт Петербург конкретне предлоге – усмерене на стимулисање глобалне економије, отварање радних места и унапређење светског монетарног и финансијског система. Од 18. до 20. јуна СПИЕФ је био домаћин самита младих И20, а 22. јуна 2013. одржан је Пословни форум Русија-АСЕАН.

### XVIII Санктпетербуршки међународни економски форум
XVIII Санктпетербуршки међународни економски форум одржан је од 22. до 24. маја 2014. године. Тема СПИЕФ-а 2014: „Одржавање поверења у свет који пролази кроз трансформацију“. Форум је обухватио 82 догађаја, а угостио је три шефа страних држава. Укупно, Форуму је присуствовало преко 7.500 учесника, укључујући 248 шефова великих међународних компанија и 445 руководилаца руских компанија, 40 међународних и 24 руских руководилаца уврштених на Форбс и Фортун ранг листу, 219 међународних делегата из 73 земље. Форум је пратило 1.439 представника медија из 24 земље

### XIX Санктпетербуршки међународни економски форум
XIX Санктпетербуршки међународни економски форум одржан је од 18. до 20. јуна 2015. године. Тема СПИЕФ-а 2015: „Време за деловање: заједнички путеви ка стабилности и расту“. СПИЕФ је обухватио преко 150 догађаја, укључујући форуме ШОС-а и БРИКС-а. Само програм Форума понудио је 84 догађаја: самите, панел дискусије, округле столове, брифинге и телевизијске дебате. Међу присутнима су били премијер Грчке Алексис Ципрас, председник Народне Републике Кине Си Ђинпинг, и шефови држава Киргистана, Мјанмара, Монголије, Саудијске Арабије, Бахреина и Ирака.
Укупно, Форуму је присуствовало преко 10.000 учесника из 120 земаља, укључујући Русију; 486 руководилаца великих руских компанија и 319 шефова међународних компанија. 2.061 представник медија.

### XX Петербуршки међународни економски форум
XX Санктпетербуршки међународни економски форум одржан је 16–18.06.2016. Форуму је присуствовало више од 12.000 учесника из 133 земље; више од 600 руководилаца руских компанија и око 300 страних руководилаца; и 2.651 представник медија из 700 организација. Тема СПИЕФ-а 2016. била је „Искоришћавање нове глобалне економске реалности“. На маргинама Форума одржано је више од 300 догађаја, укључујући форуме ШОС-а, БРИКС-а и Б20, као и састанак са истакнутим академицима и добитницима Нобелове награде. Италијански премијер Матео Ренци, председник Казахстана Нурсултан Назарбајев, председник Гвинеје Алфа Конде, генерални секретар УН Бан Ки Мун и председник Европске комисије Жан-Клод Јункер учествовали су на Форуму заједно са другим високим личностима.
Двадесети јубиларни Форум одржан је на новом месту – Конгресно-изложбеном центру ЕкпоФорум.

### XXI Санктпетербуршки међународни економски форум
XXI Санктпетербуршки међународни економски форум одржан је 1–3. јуна 2017. године. Индијски премијер Нарендра Моди присуствовао је Форуму као почасни гост, а такође се обратио Форуму. Ово је био први пут да је индијски премијер присуствовао Форуму. Присуствовали су и председник Молдавије Игор Додон, и канцелар Аустрије Кристијан Керн.

### XXII Петербуршки међународни економски форум
XXII Санктпетербуршки међународни економски форум одржан је 25–26.05.2018. Присуствовали су председник Француске Емануел Макрон, кинески потпредседник Ванг Ћишан и премијер Јапана Шинзо Абе.

### XXIII Петербуршки међународни економски форум
XXIII Санктпетербуршки међународни економски форум одржан је 6–8. јуна 2019. године. Међу гостима су били кинески председник Си Ђинпинг, премијер Индије Нарендра Моди, председник Бугарске Румен Радев, премијер Словачке Петер Пелегрини, премијер Јерменије Никол Пашињан и генерални секретар УН Антонио Гутерес.

### XXIV Петербуршки међународни економски форум
XXIV Санктпетербуршки међународни економски форум одржан је 2–5. јуна 2021. године. Форуму су присуствовали учесници из 141 земље, укључујући представнике више од 1.000 медијских организација из 46 земаља.

### XXV Петербуршки међународни економски форум
XXV Петербуршки међународни економски форум - 15–18.06.2022. Тема СПИЕФ-а 2022 је „Нови свет – нове могућности“. Учествовали су представници 115 земаља. Међу гостима су били кубански премијер Мануел Мареро Круз, председник Египта Абдел Фатах ел-Сиси, председник Белорусије Александар Лукашенко, председник Јерменије Вахагн Хачатурјан, председник Казахстана Касим Жомарт Токајев, потпредседница Венецуеле Делси Родригез, премијер Централноафричке Републике Молоу Феликс међу другима. На форуму 2022. присуствовале су и делегације Талибана и Доњецке Народне Републике.
Ниво учешћа на 25. форуму је смањен, а тајност повећана због бојкота западних земаља због руске инвазије на Украјину 2022. године. Упркос најављеној забрани, председник Привредне коморе Сједињених Држава је учествовао на форуму, али овог пута је било много мање инвеститора рођених у Америци који су учествовали на форуму. Констатовано је да је форум тешко доступан због санкција које су уведене руским авиопревозницима . Учесницима који нису желели да буду откривени било је дозвољено да сакрију своју припадност на званичним значкама и уклоне јавне информације.

## Организационе карактеристике

### Организациони одбор
Организациони комитет  Форума је формиран 2008. године у складу са указом председника Руске Федерације. Његове учеснике потврдило је Министарство за економски развој и трговину. Касније промене у Организационом одбору су направљене као резултат промене улога учесника.
Организациони комитет се традиционално састоји од представника различитих министарстава, агенција и организација укључених у организацију СПИЕФ-а (на пример, Министарство спољних послова за подршку визе, ФСО за обезбеђење итд.) или они који су учествовали у оснивању и развој Форума, као и директори СПИЕФ-а.
Састанци одбора се не одржавају по редовном распореду, одржавају се 2-3 пута током припремног периода одређеног Форума. Организациони одбор усваја кључне одлуке које ће касније спроводити агенције и Фондација СПИЕФ.
У почетку је председавајући Организационог одбора био министар за економски развој (по функцији); међутим, председник Руске Федерације је у новембру 2014. потписао два указа у вези са организационим комитетом. Од овог тренутка па надаље, председника Организационог одбора именује председник Руске Федерације, а први је именован потпредседник – Сергеј Приходко, шеф кабинета Владе.

### Фондација СПИЕФ постаје Фондација Росконгрес
Фондација Санкт Петербуршког међународног економског форума (скраћено СПИЕФ) основана је у марту 2007. године у циљу организовања и вођења Форума. Не постоје јавно доступне информације о повезаности Фондације СПИЕФ и Међународне фондације Петербуршког економског форума, која је основана 1998. године. Званични циљеви Фондације су:
- да организује СПИЕФ и друге економске форуме, округле столове, конференције, семинаре, пословне састанке, презентације и изложбе;
- побољшати ефикасност руске економске политике;
- побољшати глобалну слику Русије;
- неговати окружење погодно за сарадњу између руских и међународних лидера у пословној и политичкој заједници.

Антон Тројанов је био прва особа која је служила као директор Фондације СПИЕФ. У априлу 2009. заменио га је Александар Штуглев, који је раније био заменик директора задужен за односе са делегатима.
Пре 2011. године, седиште Фондације СПИЕФ налазило се у павиљону 9 изложбеног комплекса Ленекпо, унутар зграде Института за истраживање и развој маринске флоте. У 2011. години, Павиљон 9 је затворио све осим неколико услуга које се налазе на првом спрату, док се главни тим Фондације преселио у нови дом у Балтис Плаза Бусинесс Центре, који се налази на острву Васиљевски недалеко од Ленекспа. Током Форума, Павиљон 9 служи као оперативни центар СПИЕФ-а.
Фондација је структурисана тако да обухвата све канцеларије потребне за организовање догађаја: акредитацију, техничку подршку, финансијску, правну, краткорочно запошљавање итд. Као резултат тога, Фондација се проширила на организовање других догађаја који нису у вези са Међународним економским форумом у Санкт Петербургу.
Фондација СПИЕФ је 2011. године проглашена за јединог државног извођача за широк спектар услуга у вези са организовањем и спровођењем догађаја око руског председавања Азијско-пацифичком економском сарадњом, са изузетком самита одржаног у оквиру Форума.
4. децембра 2015. године Фондација Петербуршког међународног економског форума преименована је у Фондацију Росконгрес.

### Место одржавања форума
Од 2006. године Форум се одржава у изложбеном комплексу Ленекспо, који се налази на острву Васиљевски у Санкт Петербургу (ширина 9°55′50″ северно, географска дужина 30°14′00″ источно). У 2007. години, неколико месеци пре 11. СПИЕФ-а, Ленекпо је представио нови Павиљон 8А, који ће бити домаћин пленарних седница Форума.
Већина затворених и спољашњих објеката Форума су привремене структуре које се демонтирају када се догађај заврши.
Објекти СПИЕФ-а у Ленекспу, од 2007:
- Павиљон 3: кафе на отвореном и сала за догађаје;
- Павиљон 4: зона акредитације у приземљу; кафе и три сале за одржавање догађаја на првом спрату;
- Павиљон 5: трпезарија и сале за одржавање догађаја;
- Павиљон 6: пресс центар;
- Павиљон 7: изложбени простор за спонзоре и партнере форума;
- Павиљон 8: сале за одржавање догађаја;
- Павиљон 8А: сала за пленарне седнице до 2.800 људи.

Привремени партнерски павиљони који се налазе на отвореним деловима Ленекпа одржавају различите догађаје, укључујући презентације и културне догађаје.
У 2016. СПИЕФ ће се одржати на новом месту – Конгресно-изложбеном центру ЕкспоФорум, који се налази у Пулковским висовима.

### Превоз учесника
Сваке године од 2007. године, међу партнерима Форума је један велики светски произвођач аутомобила, који донира преко 200 нових аутомобила извршне класе за учеснике СПИЕФ-а. По правилу, ови аутомобили носе лого Форума. Када се Форум заврши, дистрибутери продају ове аутомобиле са попустом.
Званични аутомобили СПИЕФ-а:
- 2007 (11. СПИЕФ) – Ауди ;
- 2008 (12. СПИЕФ) – BMW ;
- Од 2009 – Мерцедес-Бенз, који је обезбедио 300 аутомобила 2012. и 350 аутомобила 2013, 2014. и 2015. године. У 2015. години, 100 од 350 аутомобила које је обезбедила компанија били су модел Мерцедес-Маибацх, који је кренуо у продају у марту те године.

### Културни програм
Од 2007. године организатори су почели да посвећују већу пажњу непословном делу програма: културним догађајима који се одвијају под окриљем форума. Неки извори сугеришу да је културни програм првобитно био развијен за људе који прате учеснике форума (првенствено супружнике) који нису присуствовали округлим столовима. Међутим, на крају су културни догађаји укључени у главни програм СПИЕФ-а.
Већина догађаја на културном програму СПИЕФ-а отворена је само за учеснике Форума. Пошто се програм сваке године разликује, многи догађаји се нуде само једном, са изузетком традиционалних приватних званичних пријема које организују гувернер и Организациони комитет.
Истовремено, 2007. године Форум је покренуо оно што ће постати традиционални годишњи концерти на отвореном на Дворском тргу у Санкт Петербургу, у извођењу неких од најпознатијих светских уметника и осмишљених да истакне друштвени значај СПИЕФ-а.
Концерти одржани на Дворском тргу у оквиру СПИЕФ-а:
- 2007 – Сцорпионс и Робин Гибб из Bee Gees-a, у пратњи Симфонијског оркестра и хора Маријинског театра, под диригентском палицом Валерија Гергијева .
- 2008. – концерт оснивача Пинк Флоид Роџера Вотерса (улазнице за догађај коштају чак 15.000 РУБ).
- 2009. – концерт прослављеног британског бенда Дуран Дуран и америчке поп певачице Анастасије .
- 2010 – Британски електронски бенд Faithless са представљањем свог албума  The Данце .
- 2011 – концерт британског рок музичара и глумца Стинга .
- 2012 – Дмитриј Хворостовски, Суми Џо и 12-годишња Џеки Еванчо деле сцену за „Букет опере“.
- 2013 – Славимо класику: квартет Ил Диво и италијански бенд Ле Див4с наступају са Државним симфонијским оркестром Санкт Петербурга.

У 2014. на Дворском тргу није одржан концерт посвећен Форуму. Уместо тога, Ледена палата је била домаћин добротворне изложбе СПИЕФ-а међународних звезда уметничког клизања и освајача медаља са Зимских олимпијских игара у Сочију . У 2015. Форум такође није укључио бесплатан концерт за становнике града.